# Guillermo Maripán
Guillermo Alfonso Maripán Loaysa (ur. 6 maja 1994 w Santiago) – chilijski piłkarz występujący na pozycji środkowego obrońcy, reprezentant Chile, od 2024 roku zawodnik Torino FC

## Kariera klubowa
Maripán pochodzi ze stołecznego Santiago i w wieku dziewięciu lat rozpoczął treningi w akademii juniorskiej tamtejszego klubu CD Universidad Católica. Był tam wyróżniającym się graczem i kapitanem wielu kategorii wiekowych. Do pierwszej drużyny został włączony jako osiemnastolatek przez szkoleniowca Martína Lasarte i pierwszy mecz rozegrał w niej w sierpniu 2012 z Audax Italiano (3:0) w ramach krajowego pucharu. W chilijskiej Primera División zadebiutował natomiast 27 października tego samego roku w zremisowanym 2:2 spotkaniu z Cobresalem. Przez pierwsze dwa lata pełnił jednak rolę rezerwowego dla graczy takich jak Enzo Roco, Cristián Álvarez i Hans Martínez. Sporadycznie pojawiając się na boisku, w wiosennym sezonie Transición 2013 wywalczył wicemistrzostwo Chile, sukces ten powtarzając również pół roku później – w jesiennych rozgrywkach Apertura 2013. W tym samym roku doszedł do finału pucharu kraju – Copa Chile. W wiosennym sezonie Clausura 2014 trzeci raz z rzędu zdobył z Universidadem tytuł wicemistrza Chile (nie wystąpił wówczas w żadnym meczu).
Podstawowym stoperem Maripán został dopiero za kadencji trenera Mario Salasa. Premierowe gole w najwyższej klasie rozgrywkowej strzelił 13 września 2015 w wygranej 5:0 konfrontacji z O’Higgins, dwukrotnie wpisując się na listę strzelców. W tym samym sezonie Apertura 2015 zdobył czwarte już wicemistrzostwo kraju, zaś sześć miesięcy później – w rozgrywkach Clausura 2016 – wywalczył swój pierwszy tytuł mistrza Chile, tworząc podstawowy duet stoperów z doświadczonym Germánem Lanaro. W sezonie Apertura 2016 obronił z Universidadem mistrzowski tytuł, w tym samym roku zdobywając również superpuchar Chile – Supercopa de Chile. Ogółem barwy Universidadu reprezentował przez pięć lat, opuszczając klub jako czołowy środkowy obrońca w lidze.
W lipcu 2017 Maripán za sumę 1,2 miliona euro przeszedł do hiszpańskiego Deportivo Alavés z miasta Vitoria. W tamtejszej Primera División zadebiutował 20 września 2017 w przegranym 0:1 meczu z Deportivo La Coruña.

## Kariera reprezentacyjna
W seniorskiej reprezentacji Chile Maripán zadebiutował za kadencji selekcjonera Juana Antonio Pizziego, 11 stycznia 2017 w zremisowanym 1:1 meczu z Chorwacją w ramach towarzyskiego turnieju China Cup (w którym jego kadra ostatecznie triumfowała).